# Lexie
Pour les articles homonymes, voir Lexie (homonymie).
Lexie Agresti est une historienne de l'art et une militante trans française née le 20 juin 1995. Elle est notamment connue pour son compte Instagram Aggressively Trans.

## Biographie
Lexie mène des études à l'École du Louvre en histoire de l’art, spécialisation anthropologie. C'est à cette période qu'elle prend conscience d'être trans, mais elle ne fait pas son coming out immédiatement car elle ne se sent pas assez à l'aise dans le milieu où elle étudie alors. Elle entame sa transition en 2017. En décembre 2018, Lexie crée le compte Instagram "Aggressively Trans", au départ pour dénoncer la transphobie à laquelle elle est en butte en tant que femme trans. Peu à peu, elle commence à militer en ligne. Elle explique le vécu des personnes trans et la raison d'être du vocabulaire qu'elles utilisent, sensibilise les personnes cis au sujet de la transidentité et lutte contre la méconnaissance et les idées reçues sur les personnes trans,,. En 2021, le compte est suivi par environ 53 000 personnes.
En 2021, Lexie publie aux éditions Marabout Une histoire de genres, guide pour comprendre et défendre les transidentités, livre auquel elle a travaillé pendant plus d'un an, notamment pendant le premier confinement de la pandémie de Covid-19. L'ouvrage s'adresse aussi bien aux personnes trans, afin de leur présenter la richesse des identités trans dans le monde au fil de l'Histoire et de leur fournir des informations pratiques sur la transidentité et les transitions, qu'aux personnes cis, afin de lutter contre l'ignorance et les idées reçues qui alimentent la transphobie,.
Dans un climat de transphobie montante et d’attaques contre les droits des personnes trans, Lexie Agresti reçoit régulièrement du harcèlement, des menaces de mort et plusieurs de ses interventions dans des festivals ou des lieux publics ont été annulés en 2024.

## Publications
- 2021 : Une histoire de genres, guide pour comprendre et défendre les transidentités, Marabout, 224 pages (ISBAN 250114967X)
- 2022 : Moi aussi : metoo, au-delà du hashtag, JC Lattès, collectif sous la direction de Rose Lamy, 198 pages (ISBAN 2709671204)

## Distinction
- 2021 : Out d'or de la Révélation numérique, partagé avec Jo Güstin, autrice du podcast « Contes et légendes du Queeristan »[12].